# Kokoszka atlantycka
Kokoszka atlantycka (Gallinula nesiotis) – gatunek wymarłego ptaka nielotnego z rodziny chruścieli (Rallidae). Występował endemicznie na wyspach archipelagu Tristan da Cunha (terytorium zamorskie Wielkiej Brytanii).
Wyglądem zbliżona do blisko z nią spokrewnionej kokoszki południowej (Gallinula comeri).
Początkowo pospolity ptak, do 1873 r. stał się rzadki, by całkowicie wyginąć pod koniec XIX w. Przyczyną wymarcia mogła być kombinacja polowań człowieka, drapieżnictwa wprowadzonych (lub przywleczonych) gatunków obcych (m.in. szczurów, kotów i świń) oraz utrata środowiska naturalnego w wyniku pożarów.
Do dziś zachowało się przynajmniej 15 okazów tego ptaka, z czego dwa (które bez wątpliwości są autentyczne) znajdują się obecnie w Muzeum Historii Naturalnej w Tring (Wielka Brytania) i w Muzeum Historii Naturalnej na Uniwersytecie Harvarda (Stany Zjednoczone).
W 1956 r. introdukowano na wyspy Tristan da Cunha kokoszkę południową.
Przez długi czas kokoszkę południową (Gallinula comeri) i kokoszkę atlantycką (Gallinula nesiotis) traktowano jako jeden, ten sam gatunek. Niektórzy autorzy (P. Mielczarek, W. Cichocki, 1990; Collar i inni, 1994) traktowali kokoszkę południową jako podgatunek kokoszki atlantyckiej. Obecnie oba ptaki mają rangę osobnych gatunków.